# Štadión Spartaka Myjava
Štadión Spartaka Myjava je fotbalový stadion, kde hraje své domácí zápasy slovenský klub TJ Spartak Myjava. Stadion má kapacitu 2 709 míst. Leží v nadmořské výšce cca 330 m n. m.
V roce 2012 začala rekonstrukce stadionu, klub se probojoval pro sezónu 2012/13 do 1. slovenské ligy a bylo potřeba splnit ligové parametry (kamerový systém, umělé osvětlení atd.). V roce 2013 se začal realizovat projekt modernizace fotbalových stadionů na Slovensku, na který vláda SR vyhradila celkovou dotaci 45 milionů eur za 10 let (4,5 mil. ročně). Pro myjavský stadion by měla činit celková výše 1 milion eur. V létě 2014 byly postaveny nové tribuny a probíhala výstavba nové hrací plochy spojená s instalací vyhřívání trávníku.
V sezoně 2013/14 se na něm uskutečnilo finále slovenského fotbalového poháru (1. května 2014) mezi Slovanem Bratislava a MFK Košice (výhra Košic 2:1).